# 秋葉原@DEEP
《秋葉原@DEEP》（アキハバラ@DEEP，ISBN 4-16-323530-2），是日本作家石田衣良所創作的一部以日本東京都知名電氣街秋葉原為背景的長篇小說。此小說於2004年連載於《文藝春秋》的別冊。並且在2006年6月被改編為電視劇由TBS播映；亦改編為漫畫，由執筆，但因人物與小說間的變動太大而在日本有批評的聲浪；真人電影版由源孝志執導，於同年9月上映。

## 情節概要
3個常在秋葉原一帶活動的御宅族，由於是某一個聊天室網站的常客，因而結識。透過該聊天室站長的牽線，又另外有3人加入。這六人各有所專長，但也都各有缺陷。這六人決定合組一家IT公司，稱為「秋葉原@DEEP」。起初以接案製作網站獲得收入，後來開始發展一套具有人工智慧能力的搜尋引擎。這套搜尋引擎經由一名駐日美軍的部落格所披露介紹後，聲名大噪，使用者增多。但是也引起一家稱為「數位資本」（簡稱「數資」）的大型IT公司注意，該公司起先出了高價欲收購其搜尋引擎，但遭拒絕後開始用各種手段要奪取該搜尋引擎以納入自己的網站。雙方因此展開了一場爭鬥。

## 特點
此部小說較偏向科幻類小說，為作者以東京都為題材所寫的作品之一（前作《池袋西口公園》即以豐島區的池袋為背景），文中有時會以搜尋引擎為第一人稱視角敘述，將寫出該搜尋引擎的「秋葉原@DEEP」六人稱為「父母」。

## 人物

### 秋葉原@DEEP公司成員
以台灣的木馬文化出版之中譯版小說（ISBN 986-7475-90-9）譯名為主，括號內為原名以及電視劇版的飾演者。以下人物介紹概以小說內情節為準。
阿頁（Page）
本名嶋浩志，有很好的寫作能力，但卻有口吃的毛病，常需以電腦打字的方式才能順利與人交談。
阿欄（Box）
本名宮前定繼，精通平面設計，但有強烈的潔癖，雙手總是要戴上手套。
太鼓（Taiko）
本名方南驅，精通數位音樂，看到閃光物就會癲癇發作，發作時像是當機一樣一動也不動。
小光（Akira）
精通格鬥，喜好軍服cosplay，在一家叫作「小茜」的cosplay咖啡廳擔任店員。
泉虫（Izum或Ism）
本名清瀨泉虫，因父親的工作因素，從小就接觸電腦，有程式設計及駭客本領。
達磨（Daruma）
本名牛久昇，精通法律，總是穿著同一套西裝。但曾是隱蔽青年，留著如達摩禪師一樣的長鬍子而得名。

### 其他人物
- 結衣（Yui）

本名故千川結，聊天室的站長，曾因藥物濫用數度自殺未遂，但在聊天室內卻有如心理輔導者的角色。在與秋葉原@DEEP六人見面之前一刻因藥物服用過量而死。
- 中込威

「數資」的董事長。
- 強森（Johnson Joint）

是駐日美軍，任務是搜集日本的最新科技資料匯報給美國，在他的部落格介紹了秋葉原@DEEP的搜尋引擎。
- 遠阪直樹

「數資」的資深程式設計師之一。

## 電視劇
從2006年6月19日起，在日本TBS電視台播出，共有11集（加上幕後花絮為12集）。

### 工作人員
- 原作 - 石田衣良
- 劇本 - 河原雅彦、川邊優子
- 導演 - 大根仁
- 製作 - Geneon、讀賣廣告社
- 企劃協力 - 文藝春秋

### 演員
- 阿頁 - 風間俊介
- 阿欄 - 生田斗真
- 太鼓 - 星野源
- 小光 - 小阪由佳
- 泉虫 - 松嶋初音
- 達磨 - 日村勇紀
- 結衣 - 本上真奈美
- 中込威 - 北村一輝
- 遠阪直樹 - 松田悟志

## 電影
2006年9月2日由東映公司在日本發行上映。導演為源孝志。演員包括成宮寬貴、山田優、忍成修吾、荒川良良、三浦春馬、佐佐木藏之介、萩原聖人等。

## 外部連結
- 文藝春秋小説紹介ページ 小說（日語）
- 週刊コミックバンチ漫画紹介ページ 漫畫（日語）
- テレビドラマ版公式サイト 電視劇（日語）
- 映画版公式サイト 電影（日語）